# Emplastus antiquus
Emplastus antiquus  (лат.) — ископаемый вид мелких муравьёв рода Emplastus из подсемейства Dolichoderinae. Найден в миоценовых отпечатках Европы (Хорватия, Радобой, Grätz Collection, бурдигальский ярус, возраст от 16 до 20 млн лет).

## Описание
Среднего размера долиходериновые муравьи, длина тела 5—6 мм. Стебелёк между грудкой и брюшком состоит из одного членика петиоля. От других видов отличается вогнутым затылочным краем головы и коротким скапусом и крыльями равными по длине телу. Брюшко округлое.
Впервые был описан в 1867 году австрийским мирмекологами профессором Густавом Майром под первоначальным названием Liometopum antiquum Mayr, 1867 вместе с такими новыми таксонами как Emplastus haueri и Lonchomyrmex. Ранее включался в состав родов Hypoclinea и Iridomyrmex. После ревизии 2014 года, проведённой российскими мирмекологами профессором Геннадием Михайловичем Длусским и Татьяной С. Путятиной (МГУ, Москва), включён в состав рода Emplastus Donisthorpe, 1920 вместе с видами E. haueri, E. britannicus, E. dubius, E. gurnetensis, E. hypolithus, E. kozlovi, E. miocenicus, E. ocellus.